# 알렉산드르 1세의 정부 개혁

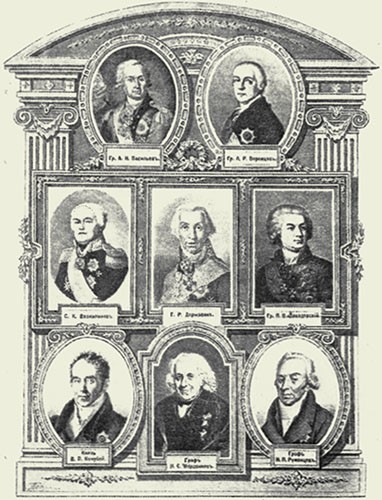
네바 잡지에 실린 러시아 제국의 초대 장관들 초상화.

표트르 1세가 수립한 초기 러시아 정부 체제는 각각 콜레기움이라고 불리는 다양한 국가 위원회로 구성되었는데, 이는 19세기까지는 대부분 구식화되었다. 콜레기움의 책임은 매우 무작위로 선택되었고 종종 중복되었다. 알렉산드르는 이 시스템을 새로운 개혁으로 고치려 했다.
알렉산드르 1세가 1801년 즉위한 직후, 그는 빅토르 코추베이, 니콜라이 노보실체프, 파벨 스트로가노프, 아담 예지 차르토리스키로 구성된 추밀위원회 (Негласный комитет)를 구성했다. 미하일 스페란스키는 정식 회원은 아니었지만 위원회에 적극적으로 참여했다.
스페란스키가 제안한 개혁은 황제의 입법 및 행정 기관으로서 의회와 국무원을 도입하고, 원로원을 이러한 기능에서 해방시켜 일종의 최고 법원으로 전환하는 것이었다. 스페란스키는 심지어 헌법 초안까지 준비했다. 그러나 이 개혁은 나폴레옹 전쟁과 니콜라이 카람진이 표명한 보수 귀족들의 저항 증가로 인해 1810년까지 중단되었다.
1802년 9월 8일, 알렉산드르는 부처 설립 선언문을 발표했으며, 이에 따라 국가 업무 행정을 기반으로 다음 부처들이 설립되었다.
- 육군
- 해군
- 외교
- 법무
- 내무
- 재무
- 상업
- 교육

이 선언문은 러시아 국가의 형성을 촉진하고 행정권 기관의 시스템을 통합했다.
현재의 국방부, 외무부, 법무부, 내무부, 재무부, 경제 개발 무역부, 교육부는 러시아 알렉산드르 1세의 선언문에 따라 설립된 부처들의 간접적인 후계기관이다.

## 같이 보기
- 표트르 1세의 정부 개혁
- 알렉산드르 2세의 정부 개혁
- 러시아 제국의 부처 개혁